# Maulette
Maulette est une commune française située dans le département des Yvelines en région Île-de-France.

## Géographie

### Situation
La commune de Maulette se situe à 50 km de Paris, à l'ouest du département des Yvelines, à mi-chemin entre Mantes-la-Jolie et Rambouillet, à la limite du département d'Eure-et-Loir.
Elle se trouve dans l'aire d'attraction de Paris, dans l'Unité urbaine de Houdan ainsi que dans le bassin de vie de cette ville, et dans la zone d'emploi de Versailles-Saint-Quentin.

### Communes limitrophes
Les communes limitrophes sont Boutigny-Prouais, Bazainville, Bourdonné, Dannemarie, Gambais, Houdan, Richebourg et Goussainville.
|                                               | Richebourg | Bazainville |
| Houdan                                        | Maulette   | Gambais     |
| Boutigny-Prouais Goussainville (Eure-et-Loir) | Dannemarie | Bourdonné   |

### Géologie et relief
La superficie de la commune est de 7,89 km2 ; son altitude varie de 93  à   129 mètres.

### Hydrographie

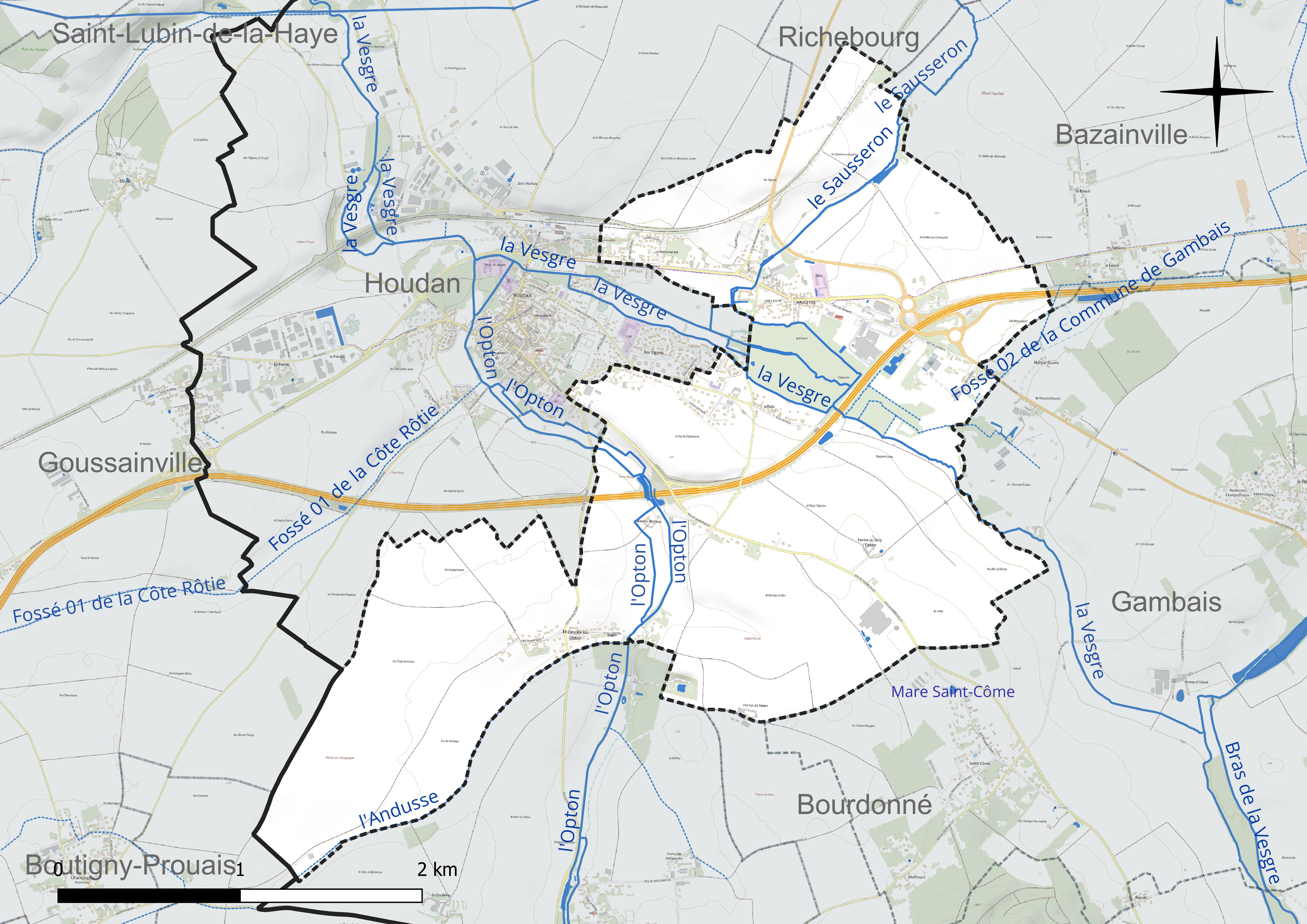
Carte hydrographique de la commune.

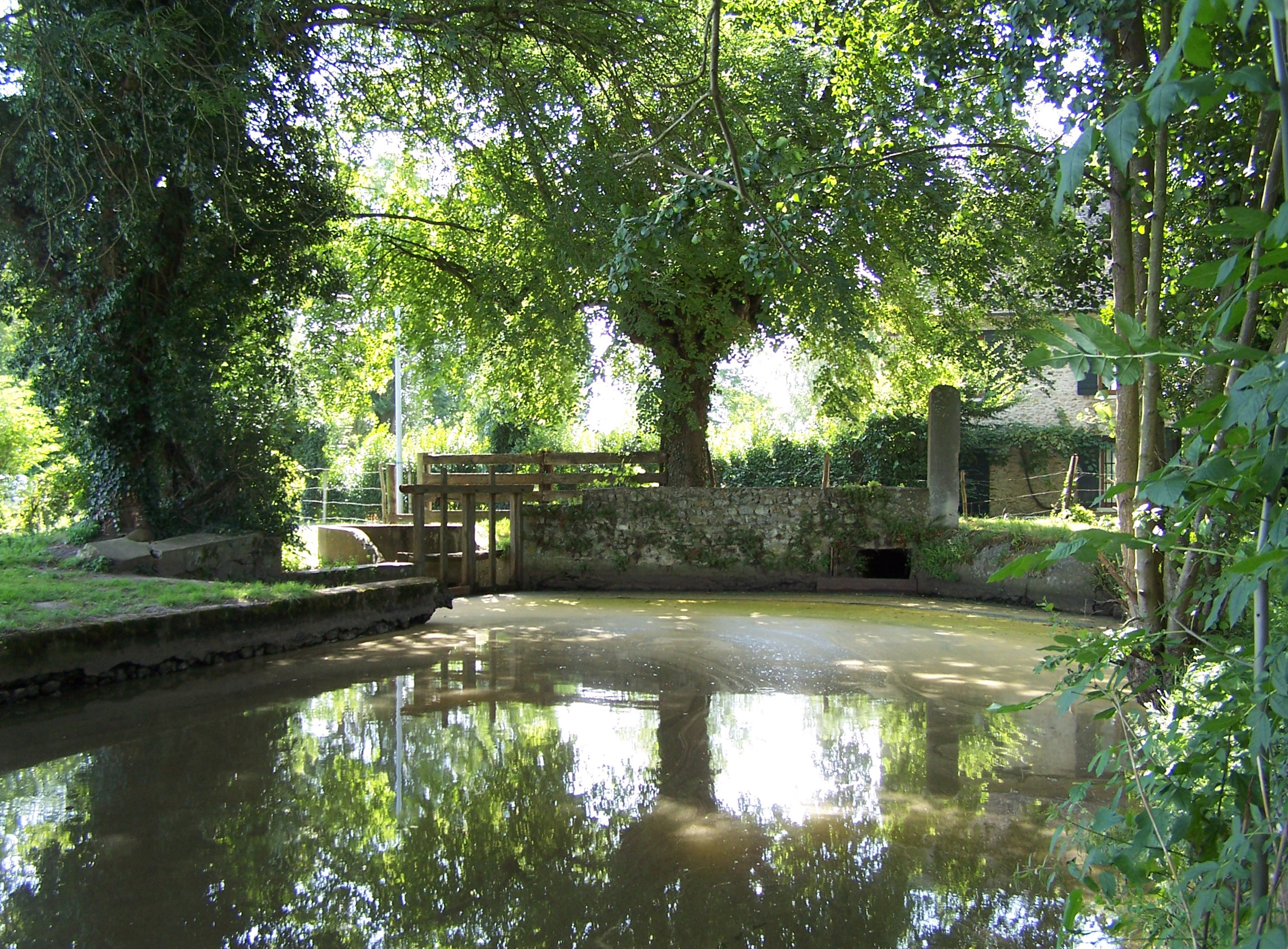
La Vesgre.

Maulette est situé aux confins du Mantois et du Drouais, dans la vallée de la Vesgre (affluent de l'Eure) non loin de son confluent avec l'Opton.
Elle est aussi traversé par deux autres affluents de la Vesgre, les rus de Sausseron, venant de Richebourg au nord et de Moquesouris. Ces cours d'eau ont contribué à la création d'un relief vallonné.

### Climat
Pour des articles plus généraux, voir Climat de l'Île-de-France et Climat des Yvelines.
En 2010, le climat de la commune est de type climat océanique dégradé des plaines du Centre et du Nord, selon une étude du CNRS s'appuyant sur une série de données couvrant la période 1971-2000. En 2020, Météo-France publie une typologie des climats de la France métropolitaine dans laquelle la commune est exposée à un climat océanique et est dans la région climatique Sud-ouest du bassin Parisien, caractérisée par une faible pluviométrie, notamment au printemps (120 à 150 mm) et un hiver froid (3,5 °C).
Pour la période 1971-2000, la température annuelle moyenne est de 11 °C, avec une amplitude thermique annuelle de 14,4 °C. Le cumul annuel moyen de précipitations est de 654 mm, avec 11 jours de précipitations en janvier et 8,1 jours en juillet. Pour la période 1991-2020, la température moyenne annuelle observée sur la station météorologique la plus proche, située sur la commune de Bû à 9 km à vol d'oiseau, est de 11,4 °C et le cumul annuel moyen de précipitations est de 633,2 mm,. Pour l'avenir, les paramètres climatiques de la commune estimés pour 2050 selon différents scénarios d'émission de gaz à effet de serre sont consultables sur un site dédié publié par Météo-France en novembre 2022.

## Urbanisme

### Typologie
Au 1er janvier 2024, Maulette est catégorisée bourg rural, selon la nouvelle grille communale de densité à sept niveaux définie par l'Insee en 2022.
Elle appartient à l'unité urbaine de Houdan, une agglomération intra-départementale regroupant deux  communes, dont elle est une commune de la banlieue,,.
Par ailleurs la commune fait partie de l'aire d'attraction de Paris, dont elle est une commune de la couronne,. Cette aire regroupe 1 929 communes,.

### Occupation des sols simplifiée

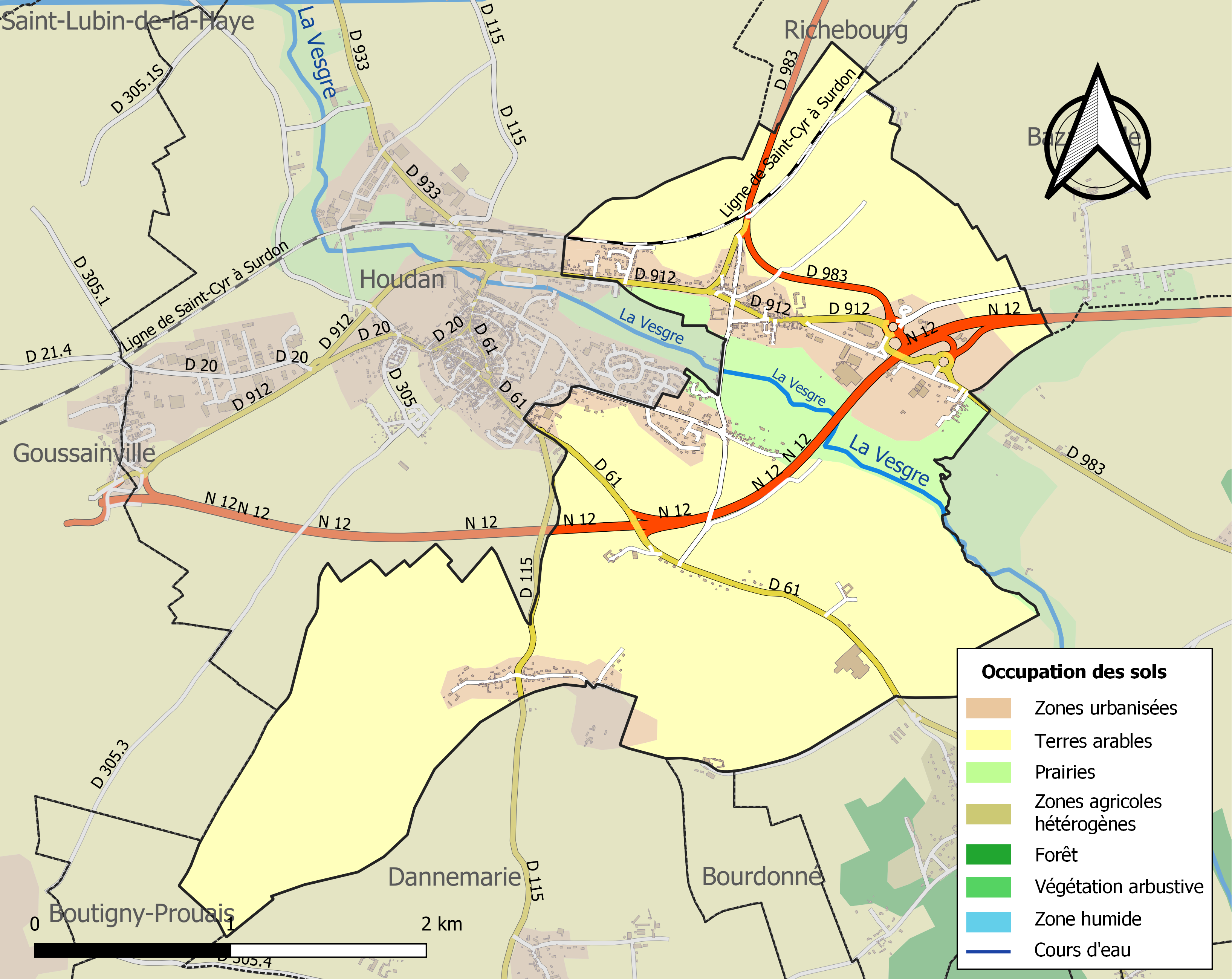
Carte de l'occupation des sols de la commune en 2018 (CLC).

Le territoire de la commune se compose en 2017 de 83,32 % d'espaces agricoles, forestiers et naturels, 5,09 % d'espaces ouverts artificialisés et 11,59 % d'espaces construits artificialisés.
Le territoire est essentiellement rural (à 84 %) et consacré principalement à la grande culture céréalière. Il est très peu boisé, environ 5 %, essentiellement dans le fond de la vallée de la Vesgre.
L'habitat est concentré dans le bourg contigu à l'agglomération de Houdan, le long de la route départementale 912, ex-route nationale 12, et secondairement dans le hameau de Thionville-sur-Opton, dans la partie sud de la commune. Il comprend essentiellement des habitations individuelles.

### Lieux-dits, hameaux et écarts
Thionville-sur-Opton, qui a été une ancienne commune indépendante, rattachée à Maulette en 1964.

### Habitat et logement
En 2021, le nombre total de logements dans la commune était de 443, alors qu'il était de 383 en 2016 et de 337 en 2011.
Parmi ces logements, 91,5 % étaient des résidences principales, 3,7 % des résidences secondaires et 4,8 % des logements vacants. Ces logements étaient pour 92,2 % d'entre eux des maisons individuelles et pour 7,1 % des appartements.
Le tableau ci-dessous présente la typologie des logements à Maulette en 2021 en comparaison avec celle des Yvelines et de la France entière. Une caractéristique marquante du parc de logements est ainsi une proportion de résidences secondaires et logements occasionnels (3,7 %) supérieure à celle du département (2,6 %) mais inférieure à celle de la France entière (9,7 %).
| Typologie                                               | Maulette | Yvelines | France entière |
| ------------------------------------------------------- | -------- | -------- | -------------- |
| Résidences principales (en %)                           | 91,5     | 91,1     | 82,2           |
| Résidences secondaires et logements occasionnels (en %) | 3,7      | 2,6      | 9,7            |
| Logements vacants (en %)                                | 4,8      | 6,3      | 8,1            |

### Voies de communication et transports
La commune se trouve à un carrefour de communication au croisement de la RD 912 et la RD 983, qui relie Mantes-la-Jolie à Nogent-le-Roi. Elle est en outre traversée dans le sens est-ouest par le nouveau tracé de la route nationale 12, voie à caractéristiques autoroutières qui contourne par le sud l'agglomération de Houdan et qui dispose d'un échangeur dans la commune de Maulette au croisement avec la route départementale 983.
La ligne de Saint-Cyr à Surdon passe par le territoire communal. La gare ferroviaire la plus proche est la gare de Houdan.
La commune est desservie par les lignes 9, 16, Express 60, 65, Express 67 du réseau de bus Centre et Sud Yvelines.

## Toponymie
Le nom de la localité est attesté sous les formes Maulia le Chamberill au XIIIe siècle, Mautelle en 1801.
Son étymologie demeure obscure.

## Histoire
En 1964, la commune de Thionville-sur-Opton est  supprimée et rattachée à Maulette.

## Politique et administration

### Rattachements administratifs et électoraux

#### Rattachements administratifs
Antérieurement à la loi du 10 juillet 1964, la commune faisait partie du département de Seine-et-Oise. La réorganisation de la région parisienne en 1964 fit que la commune appartient désormais au département des Yvelines et à son arrondissement de Mantes-la-Jolie après un transfert administratif effectif au 1er janvier 1968.
Elle faisait partie depuis 1793  du canton de Houdan de Seine-et-Oise puis des Yvelines. Dans le cadre du redécoupage cantonal de 2014 en France, cette circonscription administrative territoriale a disparu, et le canton n'est plus qu'une circonscription électorale.

#### Rattachements électoraux
Pour les élections départementales, la commune est membre depuis 2014 du canton de Bonnières-sur-Seine.
Pour l'élection des députés, elle fait partie de la neuvième circonscription des Yvelines.

### Intercommunalité
Maulette est membre de la communauté de communes du Pays Houdanais, un établissement public de coopération intercommunale (EPCI) à fiscalité propre créé en 1998 et auquel la commune a transféré un certain nombre de ses compétences, dans les conditions déterminées par le code général des collectivités territoriales.

### Liste des maires
| Période                                  | Période                        | Identité         | Étiquette | Qualité                            |
| ---------------------------------------- | ------------------------------ | ---------------- | --------- | ---------------------------------- |
| Les données manquantes sont à compléter. |                                |                  |           |                                    |
|                                          |                                |                  |           |                                    |
| mai 1925                                 |                                | Étienne Lamy     |           |                                    |
|                                          |                                |                  |           |                                    |
| 1947                                     | 1971                           | Guy Benoist      |           |                                    |
| 1971                                     | 1983                           | Odette Lebret    |           |                                    |
| 1983                                     | 1997                           | Gérard Annel     |           |                                    |
| 1997                                     | 1999                           | Pierre Prieur    |           |                                    |
| 1999                                     | 2001                           | Jacques Bouvier  |           |                                    |
| mars 2001                                | décembre 2006                  | Henri Babled     |           | Médecin Démissionnaire             |
| 2007                                     | 2014                           | Jean-Pierre Rémy |           |                                    |
| 2014                                     | février 2023                   | Éric Tondu       | SE        | Profession libérale Démissionnaire |
| février 2023                             | En cours (au 30 novembre 2023) | Stéphane Gornès  |           | Chef d'entreprise                  |

### Tendances politiques et résultats
| Scrutin             | Scrutin             | 1er tour | 1er tour  | 1er tour | 1er tour | 1er tour  | 1er tour | 1er tour | 1er tour  | 1er tour | 1er tour | 1er tour | 1er tour | 2d tour | 2d tour | 2d tour | 2d tour | 2d tour | 2d tour |
| Scrutin             | Scrutin             | 1er      | 1er       | %        | 2e       | 2e        | %        | 3e       | 3e        | %        | 4e       | 4e       | %        | 1er     | 1er     | %       | 2e      | 2e      | %       |
| ------------------- | ------------------- | -------- | --------- | -------- | -------- | --------- | -------- | -------- | --------- | -------- | -------- | -------- | -------- | ------- | ------- | ------- | ------- | ------- | ------- |
| Présidentielle 2017 | Présidentielle 2017 |          | LR        | 23,89    |          | EM        | 23,15    |          | FN        | 22,04    |          | LFI      | 14,26    |         | EM      | 66,67   |         | FN      | 33,33   |
| Présidentielle 2022 | Présidentielle 2022 |          | LREM      | 31,49    |          | RN        | 22,78    |          | LFI       | 17,76    |          | REC      | 7,87     |         | LREM    | 60,41   |         | RN      | 39,59   |
| Législatives 2022   | 9e                  |          | MoDem-Ens | 23,96    |          | RN        | 23,72    |          | LFI-Nupes | 20,78    |          | LR       | 13,94    |         | MoDem   | 56,84   |         | RN      | 43,16   |
| Législatives 2024   | 9e                  |          | RN        | 37,59    |          | MoDem-Ens | 25,73    |          | PS-NFP    | 21,72    |          | LR       | 10,58    |         | RN      | 53,56   |         | PS      | 46,44   |

## Équipements et services publics

### Enseignement
- École Primaire.

### Justice, sécurité, secours et défense
Sur le plan judiciaire, Maulette fait partie de la juridiction d’instance de Mantes-la-Jolie et, comme toutes les communes des Yvelines, dépend du tribunal de grande instance ainsi que de tribunal de commerce sis à Versailles,.

## Population et société

### Démographie

#### Évolution démographique
L'évolution du nombre d'habitants est connue à travers les recensements de la population effectués dans la commune depuis 1793. Pour les communes de moins de 10 000 habitants, une enquête de recensement portant sur toute la population est réalisée tous les cinq ans, les populations de référence des années intermédiaires étant quant à elles estimées par interpolation ou extrapolation. Pour la commune, le premier recensement exhaustif entrant dans le cadre du nouveau dispositif a été réalisé en 2005.

En 2022, la commune comptait 1 054 habitants, en évolution de +10,83 % par rapport à 2016 (Yvelines : +2,72 %, France hors Mayotte : +2,11 %).
| 1793 | 1800 | 1806 | 1821 | 1831 | 1836 | 1841 | 1846 | 1851 |
| ---- | ---- | ---- | ---- | ---- | ---- | ---- | ---- | ---- |
| 218  | 182  | 244  | 206  | 272  | 276  | 272  | 330  | 314  |

| 1856 | 1861 | 1866 | 1872 | 1876 | 1881 | 1886 | 1891 | 1896 |
| ---- | ---- | ---- | ---- | ---- | ---- | ---- | ---- | ---- |
| 304  | 307  | 309  | 281  | 308  | 312  | 310  | 297  | 313  |

| 1901 | 1906 | 1911 | 1921 | 1926 | 1931 | 1936 | 1946 | 1954 |
| ---- | ---- | ---- | ---- | ---- | ---- | ---- | ---- | ---- |
| 309  | 326  | 344  | 342  | 330  | 348  | 311  | 359  | 328  |

| 1962 | 1968 | 1975 | 1982 | 1990 | 1999 | 2005 | 2006 | 2010 |
| ---- | ---- | ---- | ---- | ---- | ---- | ---- | ---- | ---- |
| 345  | 380  | 510  | 699  | 705  | 712  | 761  | 752  | 756  |

| 2015 | 2020  | 2022  | - | - | - | - | - | - |
| ---- | ----- | ----- | - | - | - | - | - | - |
| 904  | 1 033 | 1 054 | - | - | - | - | - | - |

#### Pyramide des âges
En 2018, le taux de personnes d'un âge inférieur à 30 ans s'élève à 38,3 %, soit au-dessus de la moyenne départementale (38 %). À l'inverse, le taux de personnes d'âge supérieur à 60 ans est de 20,8 % la même année, alors qu'il est de 21,7 % au niveau départemental.
En 2018, la commune comptait 501 hommes pour 491 femmes, soit un taux de 50,5 % d'hommes, légèrement supérieur au taux départemental (48,68 %).
Les pyramides des âges de la commune et du département s'établissent comme suit.
| Hommes | Classe d’âge | Femmes |
| ------ | ------------ | ------ |
| 0,6    | 90 ou +      | 0,6    |
| 5,2    | 75-89 ans    | 5,7    |
| 11,5   | 60-74 ans    | 18,2   |
| 23,8   | 45-59 ans    | 17,6   |
| 18,6   | 30-44 ans    | 21,9   |
| 16,1   | 15-29 ans    | 16,4   |
| 24,3   | 0-14 ans     | 19,6   |

| Hommes | Classe d’âge | Femmes |
| ------ | ------------ | ------ |
| 0,6    | 90 ou +      | 1,4    |
| 6      | 75-89 ans    | 7,8    |
| 13,5   | 60-74 ans    | 14,8   |
| 20,7   | 45-59 ans    | 20,1   |
| 19,6   | 30-44 ans    | 19,9   |
| 18,5   | 15-29 ans    | 16,8   |
| 21,2   | 0-14 ans     | 19,2   |

## Économie
Maulette a longtemps vécu uniquement de l'agriculture, d'une part la production de vivres frais (légumes, animaux de basse-cour, etc.) qui s'écoulaient facilement aux marchés de sa voisine, Houdan, d'autre part, comme le reste du Mantois, elle est un lieu privilégié de productions céréalières.
S'y est ajouté depuis une vingtaine d'années une activité commerciale qui couvre l'ensemble du Houdanais avec l'implantation de plusieurs grandes surfaces où toutes sortes de produits courants sont vendus. Enfin quelques artisans sont implantés dans la commune.

## Culture locale et patrimoine

### Lieux et monuments
- Église Saint-Pierre : église à nef simple surmontée d'un clocher à bulbe hexagonal.
- Église Saint-Nicolas : édifice du XVe siècle situé à Thionville, tronqué dont seul le chevet a été conservé.
- Château de Maulette : construction du XVIe siècle à un étage, flanquée de deux tourelles d'angle et dont les communs sont utilisés comme ferme.

### Personnalités liées à la commune
- François Petau de Maulette (1742-1805), seigneur du village de 1783 à 1789, député de la noblesse aux États généraux de 1789 et commandant de la garde nationale de la commune, y est né.
- Jean-Marie Songeon (1771-1834), général de la Révolution et de l'Empire est mort au château de Maulette[31].

### Héraldique
| Blason de Maulette | Blason  | D'azur à trois roses d'argent, au chef d'or à l'aigle éployée de sable issante. |
| Blason de Maulette | Détails | Le statut officiel du blason reste à déterminer.                                |

## Pour approfondir